# Miqui Puig
Miqui Puig (La Ametlla, 27 de junio de 1968) es un músico y cantante español. Formó parte durante 16 años del grupo Los Sencillos, publicando seis discos y dando a conocer temas como Mala mujer o Bonito es.

## Biografía
Dos años después de disolverse Los Sencillos, inició una nueva etapa, esta vez en solitario, que culminó con la grabación de un disco en directo, en el que colaboró su amiga y consejera Alaska.
También ha actuado como DJ en festivales como el Sonar o el Primavera Sound, ha sido colaborador desde los 80 en programas de radio y televisión, actor ocasional en cortometrajes y series, colaborador en revistas y prensa musical y compositor de música para desfiles. En 2007 y 2008, sucesivamente, formó parte del jurado de los programas de televisión Factor X y Tienes Talento.
En 2018, se convirtió en profesor de cultura musical de la academia de Operación Triunfo 2018. En el año 2020 fue jurado invitado en Operación Triunfo 2020, mientras que en la edición de 2023 realizó una masterclass de composición.

## Discografía oficial

### En el grupo "Los Sencillos"
- De placer! (1990)
- Encasadenadie (1992)
- Seres positivos (1993)
- Los Sencillos (1996)
- Bultacos y montesas (1997)
- Colección de favoritas (1999)

### En solitario
- Casualidades (2004)
- Miope (2007)
- Mis favoritas (2008)
- Impar (2008)
- Homenaje a Barcelona (2010)
- Escuela de Capataces (2017)
- 15 Canciones de Amor, Barro y Motocicletas (2019)
- Miqui Puig canta vol. 7 (2022)